# (4165) Didkovskij
(4165) Didkovskij es un asteroide perteneciente al cinturón de asteroides, descubierto el 1 de abril de 1976 por Nikolái Stepánovich Chernyj desde el Observatorio Astrofísico de Crimea (República de Crimea).

## Designación y nombre
Designado provisionalmente como 1976 GS3. Fue nombrado Didkovskij en honor al astrofísico soviético Leonid Vladimirovich Didkovskij.